# Benvenuti tra i rifiuti/Suicidio
Benvenuti tra i rifiuti è il primo singolo del cantautore italiano Faust'O, pubblicato nel 1978 come primo estratto dall'album Suicidio.

## Descrizione
Il singolo d'esordio di Faust'O è stato prodotto da Oscar Avogadro, arrangiato dallo stesso Faust'O in compagnia di Alberto Radius e stampato dalla CGD su matrici a opera di Marco Inzadi.
Il singolo è stato pubblicato originalmente in un'unica edizione in 7", con sul retro il brano Suicidio, ambedue i brani sono poi confluiti nell'album, uscito nello stesso 1978, Suicidio. Il singolo è stato ristampato rimasterizzato nel 2019 dalla Warner Music Italy, sempre in formato 7", in tiratura limitata e numerata in occasione del Record Store Day.

## Tracce
Testi e musiche di Fausto Rossi.
1. Benvenuti tra i rifiuti – 4:52
2. Suicidio – 3:40

Durata totale: 8:32

## Crediti
- Faust'O - arrangiamenti
- Alberto Radius - arrangiamenti
- Oscar Avogadro - produzione discografica
- Marco Inzadi - ingegneria di masterizzazione

## Edizioni
- 1978 - Benvenuti tra i rifiuti/Suicidio (CGD, CGD 10107, 7")
- 2019 - Benvenuti tra i rifiuti/Suicidio (Warner Music Italy, 5054197042393, 7")